# Take It Off (album)
Pour l’article homonyme, voir Take It Off.
Albums de Chic
Real People
(1980) Tongue in Chic
(1982)
Singles
1. Stage Fright
Sortie : 3 décembre 1981

Take It Off est le cinquième album studio du groupe américain de disco-funk Chic, sorti le 16 novembre 1981 chez Atlantic Records. L'album inclut le single Stage Fright.

## Sortie et historique
Sorti le 16 novembre 1981, Take It Off est l'un des trois albums écrits et produits par Bernard Edwards et Nile Rodgers en 1981, les deux autres étant le premier album solo KooKoo de la chanteuse Debbie Harry du groupe Blondie et l'album I Love My Lady (en) de Johnny Mathis, qui n'est sorti qu'en 2017.
Take It Off est sorti pour la première fois en CD en 1990, réédité par Atlantic Records au Japon. Il a été remastérisé numériquement et réédité par Wounded Bird Records en 2006.

## Liste des titres
Toutes les chansons sont écrites et composées par Bernard Edwards et Nile Rodgers..
| A1. | Stage Fright (en) | 3:55 |
| A2. | Burn Hard         | 5:12 |
| A3. | So Fine           | 4:10 |
| A4. | Flash Back        | 4:28 |
| A5. | Telling Lies      | 2:28 |

| B1. | Your Love Is Cancelled | 4:12 |
| B2. | Would You Be My Baby   | 3:34 |
| B3. | Take It Off            | 5:12 |
| B4. | Just Out of Reach      | 3:45 |
| B5. | Baby Doll              | 3:10 |

## Crédits
| Musiciens - Alfa Anderson : voix - Luci Martin : voix - Bernard Edwards : voix, basse - Nile Rodgers : guitare, voix - Tony Thompson : batterie - Fonzi Thornton : voix - Jocelyn Brown : voix - Michelle Cobbs : voix - Raymond Jones : clavier - Rob Sabino : clavier - Sammy Figueroa : percussions - Manolo Badrena : percussions - Roger Squitero : percussions - Lenny Pickett : saxophone - Michael Brecker : saxophone - Ronnie Cuber : saxophone - Vinny Della Rocca : saxophone - Randy Brecker : trompette - Ray Maldonado : trompette | Production - Bernard Edwards – producteur pour Chic Organization Ltd. - Nile Rodgers – producteur pour Chic Organization Ltd. - Bill Scheniman – ingénieur du son - Jason Corsaro – ingénieur du son - Dennis King – mastérisation - Sandi Young – direction artistique - Tony Wright – conception de pochette Toutes les chansons sont enregistrées et mixées à la Power Station, ville de New York. Masterisées aux Atlantic Studios, NY. |

## Classements hebdomadaires
| Classement (1981)                   | Meilleure position |
| ----------------------------------- | ------------------ |
| États-Unis (Billboard 200)          | 124                |
| États-Unis (Top R&B/Hip-Hop Albums) | 36                 |